# Manifest Density
Manifest Density är det åttonde studioalbumet av det amerikanska punkrockbandet Adolescents, släppt den 8 juli 2016. Det är the Adolescents första album med gitarristen Ian Taylor, som ersatte Leroy Merlin.

## Låtlista
All text skrevs av Tony Reflex. All musik skrevs av Steve Soto, där inget annat anges.
1. "Escape from Planet Fuck" - 2:17
2. "Hey Captain Midnight" - 2:54
3. "Unhappy Hour" (Dan Root) - 1:31
4. "Silver and Black" - 2:26
5. "Nightcrawler" (Ian Taylor) - 3:06
6. "Jacob's Ladder" - 2:21
7. "American Dogs in Europe" - 3:07
8. "Spring Break at Scar Beach" (Root) - 1:53
9. "Catfish" - 2:31
10. "Lost on Hwy 39" (Root) - 2:49
11. "Bubblegum Manifesto" - 2:24
12. "Rat Catcher" (Taylor) - 2:46
13. "Vs" - 3:00

## Musiker
- Tony Reflex - sång
- Steve Soto - bas, bakgrundssång
- Dan Root - gitarr, bakgrundssång
- Ian Taylor - gitarr, bakgrundssång
- Mike Cambra - trummor

Övrig musiker
- Paul Miner - bakgrundssång